# Tab 키

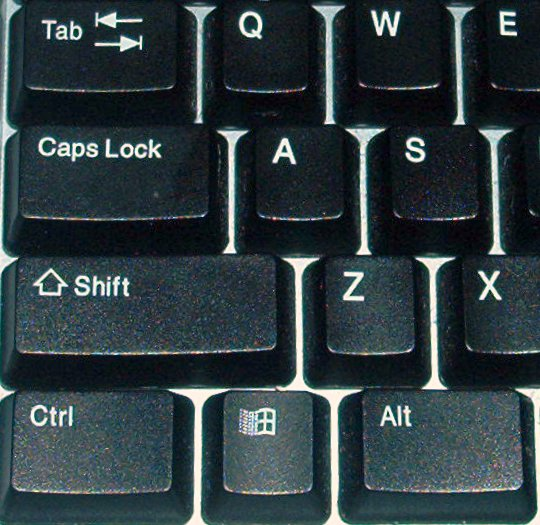
표준 윈도 컴퓨터 자판의 Tab 키

Tab 키(탭 키, tab key, tabulator key)는 다음번 탭의 위치까지 커서를 옮기는 데 쓰이는 컴퓨터 자판의 글쇠이다.
탭 키는 커서를 한꺼번에 여러 칸씩 움직일 수 있도록 만든 것으로, 이 키를 한 번 누를 때마다 보통 8칸씩 오른쪽으로 커서가 움직인다. 반대로 시프트 키를 누른 상태에서 이 키를 누르면 커서가 왼쪽으로 8칸씩 움직인다. 컴퓨터에 따라서는 한번에 움직일 수 있는 칸을 사용자가 마음대로 정할 수도 있다.

## 역사
"탭"(tab)이라는 용어는 데이터를 테이블 등의 형태로 정렬하는 것을 의미하는 "tabulate"라는 단어에서 기원한다. 숫자나 텍스트의 테이블을 입력하려고 하면, 스페이스 바나 백스페이스 키를 반복적으로 사용해야 하며 시간이 무척 많이 소요되었다. 이를 단순화시키기 위해 수평바가 태뷸레이터 랙(tabulator rack)이라는 구조에 위치되었다. 탭 키를 누르면 캐리지를 다음 탭 스톱으로 진전시킬 수 있었다. 원래의 탭 스톱들은 태뷸레이터 랙에서 여러 위치로 이동시킬 수 있는, 조정 가능한 클립 형태로 되어 있었다. 프레드릭 힐러드(Fredric Hillard)는 1900년에 일종의 매커니즘을 위한 특허를 신청하였다.

## 탭 문자
가장 잘 알려진 탭으로는 수평 탭 (horizontal tab, HT)으로서, ASCII에서는 10진 문자 코드 9를 가지며 Ctrl+I(^I)를 가리킬 수도 있다. C나 수많은 프로그래밍 언어에서는 \t라는 이스케이프 코드를 사용한다.
수직 탭(vertical tab, VT)도 존재하며 ASCII 십진 문자 코드 11 (Ctrl+K, ^K)에 해당하며 이스케이프 문자 \v를 가리킨다.

## 같이 보기
- CSV (파일 형식)
- 들여쓰기 방식